# Ян Бибиян
Вижте пояснителната страница за други значения на Ян Бибиян.
Ян Бибиян е първият български фантастичен роман за деца от българския писател Елин Пелин. Романът се състои от две части – „Ян Бибиян. Невероятни приключения на едно хлапе“ (1933) и „Ян Бибиян на Луната" (1934).
„Който и да си ти, драги читателю – пише Елин Пелин, – от тази книга ще научиш как Ян Бибиян се сдружи с малкото дяволче Фют, как то замени главата му с глинена, как след това попадна във вълшебното царство на Великия магьосник Мирилайлай и как след чудни и смели приключения се спаси. Неговите страдания и борбата му да се освободи от злото облагородиха душата му, калиха волята му, направиха го смел и предприемчив. Така той се качи на Луната и можа да постигне мечтата, която от векове е движила непримирими учени с буйна фантазия.“

## Творческа история
Публикуван е под формата на подлистници към вестника за деца и юноши „Пътека“. Първата част – „Ян Бибиян. Невероятни приключения на едно хлапе“ – излиза в бр. 2 от 1933 г., а „Ян Бибиян на Луната“ – в бр. 3 от 1934 г.
Произведението е писано по време на излизането, което води до редица изменения, поправки и корекции както от Елин Пелин, така и от редакторите на следващите издания. Първото самостоятелно издание е направено през 1933 г. – „Ян Бибиян. Невероятни приключения на едно хлапе“ (София, издателство „Хемус“, 168 стр., илюстрации: Минчо Никифоров). Следват преработените издания на „Ян Бибиян“ от 1941 г. и 1946 г., а през 1948 г. издателство „Народна младеж“ прави пълно издание на романа с последните нанасяни в него корекции, като илюстрациите са нови, на същия художник – Минчо Никифоров.
През 1983 г. романът е адаптиран като комикс в списание „Дъга“ от художника Росен Манчев.
Романът е филмиран през 1985 г. Режисиран е от Васил Апостолов. В него участват Микаел Дончев (Ян Бибиян), Маргарита Апостолова (Фют), Цветана Манева (Майката на Ян Бибиян) и Георги Калоянчев (Попът).

## Жанрова диференциация
Първата част жанрово е междинна между приказка за деца и фентъзи. Втората е класическа научна фантастика (като изключим епизодичната поява на дяволчето Фют – основен герой от първата част).

## Сюжет

### Сюжет на „Ян Бибиян. Невероятни приключения на едно хлапе.“
Внимание: Материалът по-долу разкрива сюжета на произведението!
Още в началото Ян Бибиян се запознава с дяволчето Фюти и откриват, че заедно могат да творят какви ли не пакости. Заживяват в една пуста воденица, Ян Бибиян се отдава на бели и кражби, с които си набавят храна и в които влага цялата си кипяща енергия. Една нощ дяволите се събират на съвет и бащата на Фют споделя притеснението си, че приятелството на детето му с човешко момче може да направи Фют за посмешище и да опропасти чудесните му заложби да изпитва наслада от творенето на зло.
Фют и Ян Бибиян срещат Калчо. Той е направен от грънчаря чичо Горчилан и тъй като е глинено момче, слънцето изпича и напуква тялото му, а раните от това го болят. Ян Бибиян не само не го съжалява, но и откъсва нарочно част от бедрото му, за да му причини още повече болка.
В същото време майката и бащата на Ян Бибиян се тревожат за него, казали са им, че е мъртъв, търсят го и плачат. Една врана ги успокоява, че ще го пази и ще бди над него, защото е спасил живота ѝ. Разказва, че е омагьосано от злия магьосник Мирилайлай момиче, което е било дъщеря на богат чифликчия. Но по време на разходка със семейството са били нападнати от разбойници в гората, тя е успяла да избяга, а родителите ѝ били убити. Загубила се и когато вече мислела, че ще умре в тия гъсти дебри, се появил Ян Бибиян и я извел до града. Там я осиновил морски офицер, който имал чудно красива дъщеря. Но една нощ, докато двете момичета гледали бурята над пристанището, от водите излязъл огромен кораб, две ръце се проточили от него и ги грабнали. Това бил страшният Мирилайлай. По-голямата, Лиана, той направил своя жена и затворил в подземното си царство, а по-малката – Иа – превърнал в черна врана.
Междувременно старият дявол, недоволен от приятелството на Фют и Ян Бибиян, разменя глинената глава на Калчо с тази на Ян Бибиян. Отначало момчето се чувства много добре с такава празна от мисли глава, но постепенно започва да недоволства. Тогава Фют решава да го отвлече в дяволското царство и полита с него към върха на една планина, от който се спускат с шеметна скорост. Ян Бибиян, като не успява да спре дяволчето, докопва опашката му и я откъсва. Фют надава страшен рев и така се разтриса, че Ян Бибиян пада и полита в пропастта, но от сигурна смърт го спасява враната, която го хваща и отнася в някаква друга подземна земя – навсякъде има черни огледала и един грамаден трон – тронът на магьосника Мирилайлай, от който излизат много ръце и излъчват синкаво сияние. Момчето успява да намери врата, излиза през нея и се озовава в пустиня с много други врати. Иззад една от тях явно се намира преизподнята, защото се чува как дяволите се карат на Фют и го бият. Докато една дяволска опашка е у човек, никой дявол не може да ходи по земята и да пакости. Тогава Ян Бибиян се сеща, че е забравил опашката в царството на Мирилайлай и се връща точно когато някакво старче с книга в ръце се е навело да я вземе. Момчето грубо го изблъсква, а опашката завързва и скрива като колан около кръста си под ризата.
Книгата, която е изтървало старчето, е „Книгата на живота“. В нея буквите са като човечета, плезят се, разхождат се и се кривят, но въпреки това е възможно да се чете текстът. Ян Бибиян сяда и прочита тази книга.
Следват ред премеждия, при които Ян Бибиян успява да се пребори чрез силата на дяволската опашка първо в Желязната гора със слугите на Мирилайлай – люлючетата, предвождани от Лю-лю, след това измамва злия магьосник и го убива. В своята брада Мирилайлай има железен, сребърен и златен косъм (типично приказен мотив) – когато се завържат, се появяват трите му жени. За да освободи сестрата на враната, Ян Бибиян откъсва и трите косъма. Оказва се, че железният косъм е грозната жена, златният е страшната, която яде човешки очи, а сребърният е Лиана, която обича да ѝ пеят и е най-красива от всички. Ян Бибиян я спечелва с чудния си глас и мелодиите, които знае. Открива му се кладенчето с живата вода – когато напръсква с нея жените на Мирилайлай, те се превръщат в тютюн и отровни гъби. Живата вода раззеленява дърветата в Желязната гора и те разцъфват, а птичките по тях се превръщат в деца, отвлечени и омагьосани някога от Мирилайлай. С една китка добрата Лиана пръска всичко и разваля магиите. Люлючетата се оказват мравчици, а злият Мирилайлай става на грамаден мях, който Ян Бибиян рита и пръсва. Накрая от магията е освободена и враната – тя отново се превръща в момичето Иа.
Всички се завръщат на горната земя. Там Ян Бибиян среща Фют – измършавял и в крайно окаян вид. Намират Калчо, за да си върне героят главата и се оказва, че глиненото момче се е грижило много старателно за човешката си глава – лицето е умито, чисто, косата е сресана старателно. Ян Бибиян се засрамва. Връща на Фют опашката и когато Калчо се потапя в реката, защото слънцето много го е напекло, дяволчето разменя главите им. Калчо остава на дъното и водата започва да разтапя тялото му, Фют иска да го оставят да умре, но Ян Бибиян не позволява, вади го и с китката, с която е пръскала с жива вода Лиана, напръсква Калчо. Така преминава от страната на злото към страната на доброто окончателно. Косъмът от дяволска опашка, който тайно е скрил от Фют и вързал като гривна на ръката си, Ян Бибиян връща на дяволчето и с това показва, че повече не иска да има нищо общо с него. Завръщат се в родния град с Калчо като приятели. Бият камбани.

### „Ян Бибиян на Луната“
Ян Бибиян вече е 15-годишен младеж. След завръщането му от царството на магьосника Мирилайлай е станал за пример – грижовен към родителите си, работлив, винаги помага с каквото може. Превърнал се е в любимец на градчето и се е сприятелил с глиненото момче Калчо, превърнато в жив човек в края на предишната книга. С приятеля си Ян Бибиян споделя, че го тегли към звездното небе, но когато Калчо предлага Фют да ги заведе, отхвърля идеята и казва, че иска сам да изобрети и построи машина, с която да стигне там. Става чирак на Франц Техниката. Бързо научава в тънкости устройството на автомобилите и моторите, учи дори френски език по учебник.
Един ден в полето до града каца повреден самолет. Ян Бибиян помага на пилотите да го поправят и за награда се вози с тях до столицата, а оттам се връща с влак. Става „местният герой“ и единственият човек от градчето, който е летял. Бащата на Лиана и Иа го праща в морско машинно училище.
Две години по-късно вестниците съобщават, че Ян Бибиян е изобретил нов вид машина за летене. Тя се задвижва от радиовълни, произвеждани в нея от космически лъчи и слънчева светлина, развива от 30 до 30 000 км/мин. В нея се побират самолети, с които да се придвижват пилотите по повърхността на Луната, оръжия с размерите на фотоапарати, стрелящи със задържащи на разстояние предметите лъчи и в същото време стрелящи с гюлета и способни да ги връщат обратно. Във вътрешността на кораба се събират запаси за 10 денонощия. Името на изобретената от Ян Бибиян машина е „Светкавица“. През цялото време с радиовълни се поддържа връзка със Земята и Ян Бибиян си говори спокойно с Иа, а тя го чува ясно, като че ли е до нея.
Полетът минава безпроблемно, Луната се оказва с тънък атмосферен слой, още преди кацането виждат лунните жители - лунаги. Появил се е местен жител, яхнал нещо, което служи за крилат кон и прилича на голямо насекомо. Самият туземец е с тъмнокафяви прешленести крака и ръце, управлява животното с юзда, пръстите му имат от долната си страна големи колкото орехи мехурчета „като мазоли“. Вместо уши лунните обитатели имат антени, които при мъжете са много дълги. Устни липсват, а устата е силно издадена напред. Клепките са като две люспи, а очите – сякаш разположени в кутии. Имат сплескан нос. Ян Бибиян и Калчо стават гости на един от четирите лунни царе – Ягага. Той има жена – Ягагада и две дъщери – Шагада и Дагада. Двамата земляни получават водач – Магу, който по време на действието проявява склонност към пиене на донесеното от родната планета на Ян Бибиян и Калчо вино.
За лунните жители родната им планета се нарича Маха, а Земята – Ваха. Те обитават 4 царства и непрекъснато враждуват помежду си. Ян Бибиян успява да постигне мир и получава много злато и скъпоценности в знак на благодарност. А най-скъпият дар на цар Ягада е, че иска дъщерите му да станат съпруги на земните гости. Всички опити на героите да се откопчат от тази царска милост се оказват неуспешни. Предприемат експедиция за картографиране на невидимата страна на Луната. Откриват голяма планина, която е цялата от диаманти. Наричат я „Пръстенът на Лиана“. С помощта на фотографски апарат и друга техника Ян Бибиян и Калчо нанасят непознатите за учените места. Натъкват се на огромни, люспести 20-метрови гущероподобни животни с дълги шии, подобни на динозаври. Оказва се, че те са обект на религиозен култ, има жреци, които се грижат за тях и съхраняването им, но който ги е зървал, няма право да се жени или омъжва според суеверието на лунагите и може да донесе нещастия на близките си. Така, като се връщат и разказват какво са видели, Ян Бибиян и Калчо неочаквано се спасяват от набезите на преданите си и лудо влюбени бъдещи съпруги, които избягват от тях с панически писъци. Двамата се връщат на Земята, където Иа вече ревнува Ян Бибиян и го дразни всеки път като си говорят с това, че бившият му приятел Фют, костюмиран и напомаден, е започнал често да я посещава и ухажва. 